# 一木花漣
一木 花漣（いちき かれん、1992年 - ）は、日本のアングラーズアイドル、YouTuber、女優。

## 略歴
1992年生まれ、熊本県出身。山と海に囲まれた環境で育つ。父親がアウトドアが好きで、幼少時代は3家族合同でキャンプに行くなどした。
中学・高校時代はバレー、水泳、バスケ、バドミントンなどに挑戦、バイク好きな父親の影響を受け、18歳になったときに大型の免許を取得した。
高校卒業後は地元のバイクショップに就職、しばらく整備担当として働いていたが「人生一度きりだし」と思い立ち、兼ねてから夢であった役者の道に挑戦するため東京に移住する。そこで役者仲間にバス釣りに連れて行ってもらったことから本格的に釣りに興味を持つ。釣りに関わる仕事がしたいと考えていた時にフィッシングショーで「アングラーズアイドル」について知り、一般社団法人日本釣用品工業会がプロデュースする釣り業界のイメージガールオーディションに参加。2020年1月19日、パシフィコ横浜で開催された「釣りフェスティバル2020」内で行われた「アングラーズアイドル2020」の最終選考会でグランプリを受賞し、11代目アングラーズアイドルに選ばれる。
しかしコロナ禍で仕事が無くなってしまったことに危機感を覚え、YouTubeチャンネル「一木花漣のフルフッキングTV」を開設。2023年1月時点で登録者は35000人を超えている。

## 人物
- 初めて釣ったバスはリザーバーでの38cm。
- 初バスのヒットルアーはO.S.PのHP Shadtailダウンショット。
- フルフッキングが得意。
- 好きなスポーツはバレーボール。
- 同じ釣りプロの秦拓馬に「どうなるかわからない今だからこそ、自分で稼げる“土台”をしっかり作らないと続けていけないよ」と言われたことがきっかけとなりYouTubeチャンネルを開設した。
- 霞ヶ浦で好きなポイントは北浦。
- 市原隼人主演ドラマの「おいしい給食」に英語教師役での出演経験がある。
- せんとくんに似ている。